# Universiteit van Orléans
De Universiteit van Orléans (Frans: Université d'Orléans) is een Franse universiteit in Orléans. In 2019 telde de instelling 19.000 studenten.

## Geschiedenis
De Universiteit van Orléans werd opgericht op 27 januari 1306 met de publicatie van vier pauselijke bullen door paus Clemens V. Het was de uitbreiding van het studium dat op 17 januari 1235 door een bul van paus Gregorius IX de toelating had verkregen Romeins recht te doceren in de in de stad aanwezige kathedraalsschool, initieel nog opgericht in de 9e eeuw door Theodulf van Orléans. Paus Clemens V, Bertrand de Gouth, was zelf een oud-leerling aan dit studium van Orléans en bewees met de stichtingsbullen zijn alma mater een dienst. De stedelingen kantten zich tegen de instelling en de specifieke rechten en privileges die haar en haar professoren zo werden toegewezen, en pas na een herbevestiging door koning Filips de Schone in 1312 komt de strijd tot rust. Orléans werd zo de vierde Franse stad met een universiteit, na Parijs, Toulouse en Montpellier.
De instelling verwierf faam voor de studies in burgerlijk en Romeins recht, en de studie van het Corpus Iuris Civilis. Bekende alumni waren Johannes Tinctoris (ook docent), Johannes Reuchlin, Guillaume Budé, Theodorus Beza, Johannes Calvijn, Étienne de La Boétie, Pierre de Fermat, Jean-Baptiste Poquelin (later gekend als Molière), Charles Perrault en Jean de La Bruyère.
De universiteit deelde het lot van vele in de middeleeuwen opgerichte instellingen en werd door de Nationale Conventie in 1793 opgeheven. Van 1808 tot 1817 herleeft in de stad een keizerlijke universiteit, maar na die sluiting is het wachten tot de heroprichting van de universiteit in 1966. De universitaire campus wordt opgericht in Orléans-la-Source, een wijk in het uiterste zuiden van de stad, zo'n 10 km ten zuiden van de Loire. In 1966 wordt de instelling nog opgericht als de université d'Orléans-Tours, met ook een campus in de meer westelijk aan de Loire-oevers gelegen stad Tours, het is pas in 1971 dat de twee campussen elk zelf als universiteit onafhankelijk verder kunnen groeien.

## Professoren
- Johannes Tinctoris (1435-1511), Zuid-Nederlands componist, procurator van de studenten van de Germaanse Natie te Orléans, muziekmeester van de Kathedraal van Orléans, student en docent aan de universiteit
- Petrus Castellanus (1585-1632), Zuid-Nederlands humanist en arts
- Robert-Joseph Pothier (1699-1772), Frans rechtsgeleerde, hoogleraar en magistraat, docent Frans recht
- Alice Ferney (1961), Frans schrijfster, docent economie

## Alumni
- Jacques de Révigny (†1296), Frans rechtsgeleerde, bisschop van Verdun
- Paus Johannes XXII (1244-1334)
- Paus Clemens V (1264-1314)
- Ivo Hélory (1253-1303), Frans priester en heilige
- Simon van Formelis (†1447), jurist en diplomaat
- Johannes Reuchlin (1455-1522), Duits filosoof, vestigde definitief de aandacht op het belang van de studie van het Hebreeuws in het westen
- Guillaume Budé (1468-1540), Frans schrijver
- Pieter Gillis (1486-1533), Antwerps humanist en stadsgriffier, steunpilaar van Desiderius Erasmus en Thomas More
- Keimpe van Martena (†1538), Fries historicus en jurist
- Johan Sickinghe (1495-1572), Gronings burgemeester, drost en bestuurder, procurator van de studenten van de Germaanse Natie te Orléans
- Charles Dumoulin (1500-1566), Frans jurist
- Johannes Calvijn (1509-1564), Frans-Zwitserse theoloog tijdens de Reformatie, gaf aanleiding tot het calvinisme, de protestants-christelijke stroming die later naar hem werd vernoemd.
- Theodorus Beza (1519-1605), Frans theoloog
- Étienne de La Boétie (1530-1563), Frans humanistisch schrijver en dichter
- Agrippa d'Aubigné (1552-1630), Frans schrijver en dichter
- Pieter Pauw (1564-1617), Nederlands botanicus, anatoom en hoogleraar
- Théophraste Renaudot (1586-1653), Frans arts, journalist en filantroop
- Johannes Sleidanus (1606-1556), Luxemburgs historicus, humanist, diplomaat en vertaler
- Pierre de Fermat (†1665), Frans magistraat en wiskundige
- Frans van Eysinga (1621-1673), Fries politicus en grietman
- Molière (1622-1673), Frans toneelschrijver en acteur
- Charles Perrault (1628-1703), Frans letterkundige
- Henric Piccardt (1636-1712), Nederlands avonturier, diplomaat en syndicus
- Jean de La Bruyère (1645-1696), Frans schrijver, filosoof en moralist
- Simon van Slingelandt (1664-1736), Nederlands politicus
- Allard van Burum (1678-1729), Fries politicus en grietman
- Alain Massart (1961), Belgische judoka